# You Xie

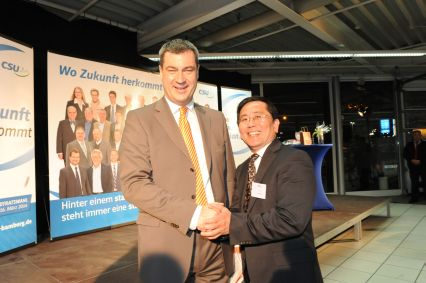
You Xie mit Markus Söder 2014

You Xie, tên thật là Tạ Thịnh Hữu (tiếng Trung: 謝盛友; bính âm: Xiè Shèngyǒu; sinh ngày 1 tháng 10 năm 1958 tại Hải Nam, Trung Quốc) là một chính trị gia, nhà báo và tác giả người Đức gốc Hoa và là một ứng cử viên cho cuộc Bầu cử Nghị viện Châu Âu năm 2019.
Năm 2010, You Xie lọt vào danh sách "100 trí thức công chúng hàng đầu Trung Quốc" do tờ báo Trung Quốc Southern Weekly (南方周末) bình chọn. Vào ngày 20 tháng 4 năm 2013, các thành viên của Đảng Liên minh Xã hội Cơ đốc giáo (CSU) tại Bamberg đã bầu Xie vào hội đồng quản trị huyện. Ông nhận được 141 trong tổng số 220 phiếu bầu, kết quả tốt nhất trong tất cả các thành tham gia tranh cử. Năm 2014, Xie được bầu vào Hội đồng Thành phố Bamberg với số phiếu cao nhất trong tất cả các ứng cử viên CSU. In 2014, Xie was elected to the Bamberg City Council with the most votes of all CSU candidates.
Xie hiện là Phó Chủ tịch Hiệp hội các nhà văn Hoa ngữ ở châu Âu. Ông sống cùng vợ Shenhua Xie Zhang ở Bamberg. Tại đây, ông điều hành một quán ăn nhanh mang tên China Fan. Ông trở thành công dân Đức kể từ năm 2010.

## Tác phẩm (tuyển chọn)
- Als Chinese in Bamberg, Erich Weiß Verlag, Bamberg, 2013, ISBN 978-3-940821-28-7
- 微言德国, Deutschland betrachten (1. bis 4. Band), China Fan Verlag, Bamberg, 2001, ISBN 3-00-007430-9
- Identität,Integrität, Integration, Serie in European Chinese News, Ausgabe Dezember 2010 ff.
- 主编《那片热土》, 旅德中华学术联谊会出版,  Göttingen, 1996
- 主编《東張西望:看歐洲家庭教育》,  新銳文創,  Taipeh, 2011, ISBN 9789866094057
- 主编《歐洲綠生活：向歐洲學習過節能、減碳、廢核的日子》,  釀出版, Taipeh, 2013, ISBN 9789865871475 [3]

## Giải thưởng
- Preis der Tageszeitung Central Daily News, Đài Bắc1994
- Sieger des internationalen Literaturwettbewerbs chinesischer Sprache PIAOMU  (Essay), Nam Kinh 2014  [4]
- Sieger des internationalen Literaturwettbewerbs chinesischer Sprache Lotus (Poesie), Bắc Kinh 2016 [5]